# Litochrus perparvus
Litochrus perparvus is een keversoort uit de familie glanzende bloemkevers (Phalacridae). De wetenschappelijke naam van de soort werd in 1902 gepubliceerd door Thomas Blackburn.